# هارولد وليامز (مغني)
هارولد وليامز (بالإنجليزية: Harold Williams)‏ هو مغني ومغني أوبرا أسترالي، ولد في 3 سبتمبر 1893، وتوفي في 5 يونيو 1976.

## وصلات خارجية
- هارولد وليامز على موقع ميوزك برينز (الإنجليزية)
- هارولد وليامز على موقع أول ميوزيك (الإنجليزية)
- هارولد وليامز على موقع ديسكوغز (الإنجليزية)